# Schweizer Holz
Schweizer Holz (bis Mai 2019: Herkunftszeichen Schweizer Holz, HSH) ist ein Label bzw. ein Herkunftszeichen der Schweizer Wald- und Holzwirtschaft, welches den Schweizer Ursprung von Holz und Holzprodukten nachweist.

## Verwendung
Das Label wird von dem Verein Lignum Holzwirtschaft Schweiz vergeben, der Dachorganisation der Schweizer Wald- und Holzwirtschaft. Es wird in der gesamten Holz-Kette eingesetzt: Vom Forstbetrieb und der Sägerei über den Holzhandel und den Schreiner bis zum Detailhändler:
- Unternehmen, die das Label verwenden möchten müssen eine Nutzungsbewilligungen beantragen. Dazu müssen sie bestimmte Anforderungen erfüllen.
- Handelsprodukte können mit dem Label gekennzeichnet werden, wenn sie bestimmte Mindestanteile an Holz schweizerischer Herkunft enthalten.
- Objektauszeichnung: Objekte und Bauteile wie z. B. Bauobjekte, Tragwerke oder Fassaden können mit dem Label gekennzeichnet werden.

Bedingung für die Firmenzertifizierung und die Objektauszeichnung ist in der Regel ein Schweizerholz-Anteil von mindestens 80 % und die Wertschöpfung muss zu mindestens 60 % in der Schweiz oder im Fürstentum Liechtenstein erfolgen.

## Logo

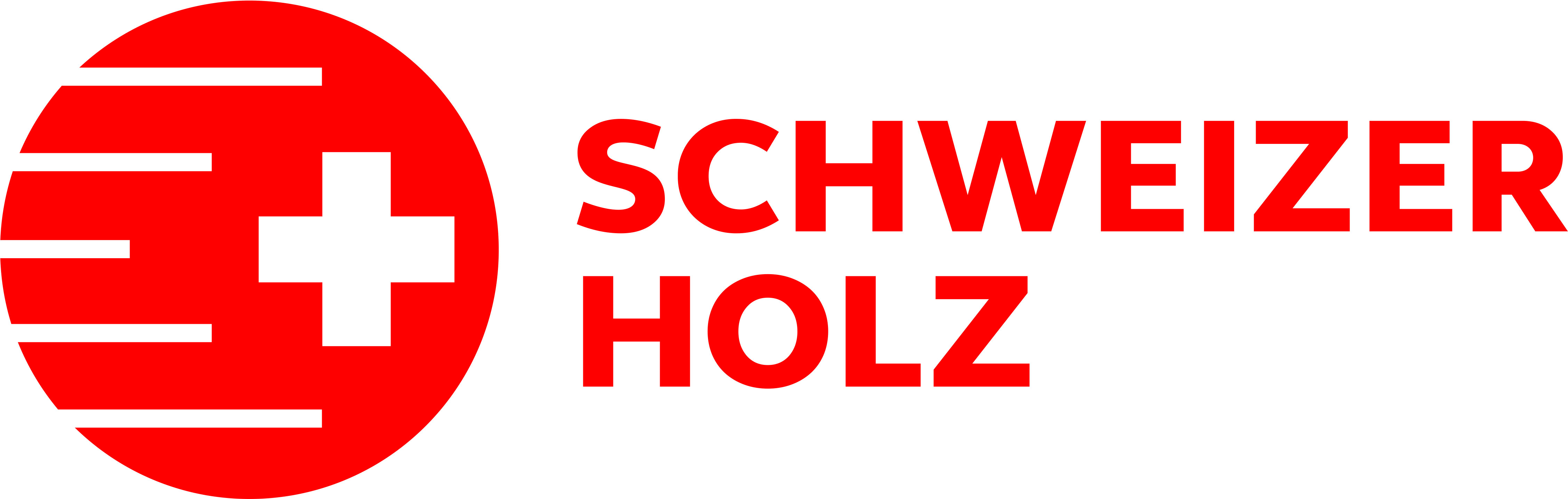
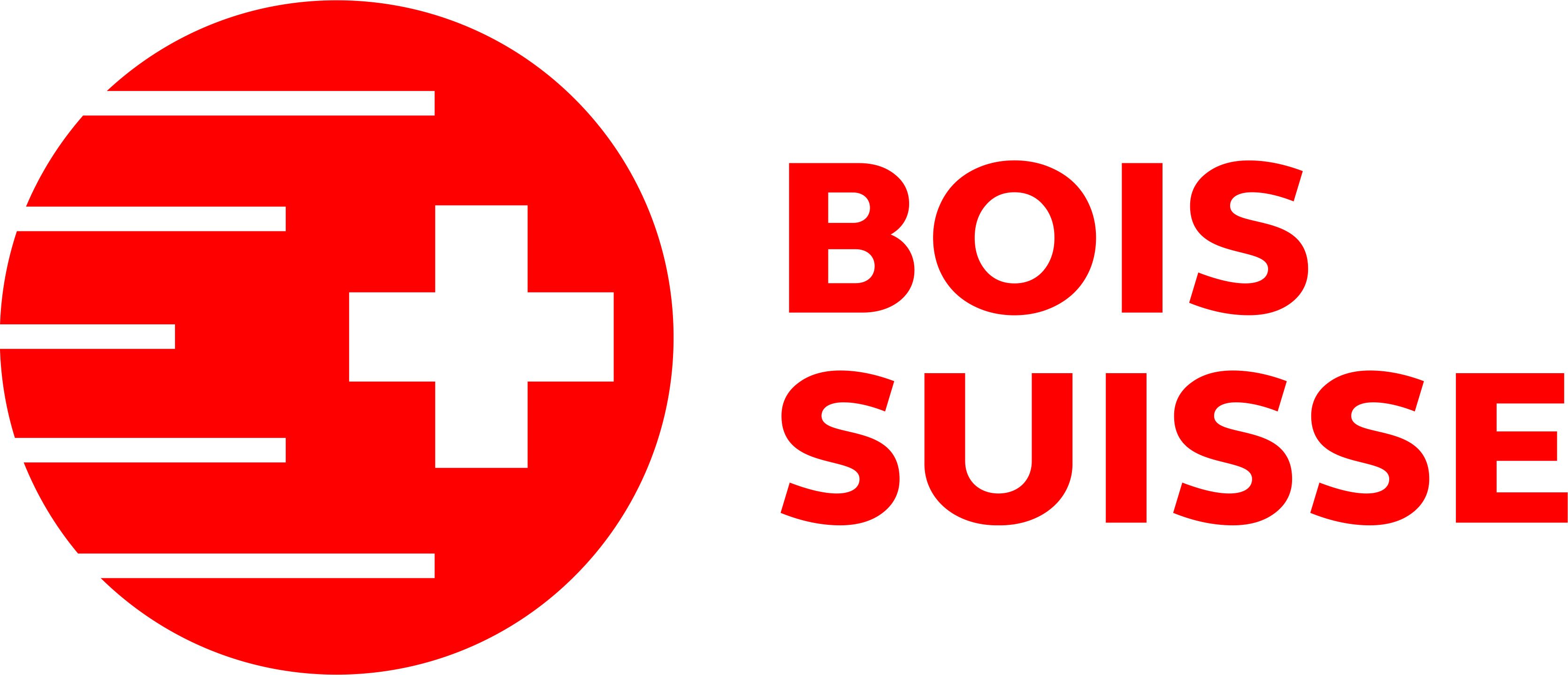
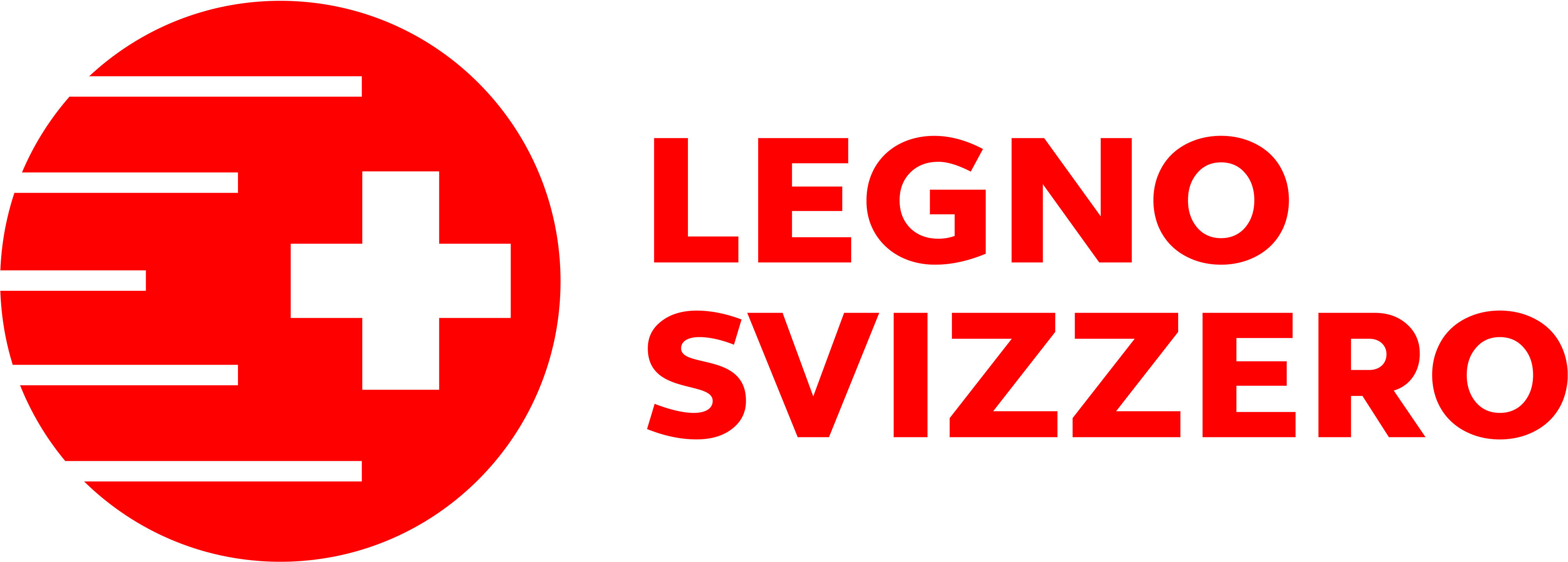
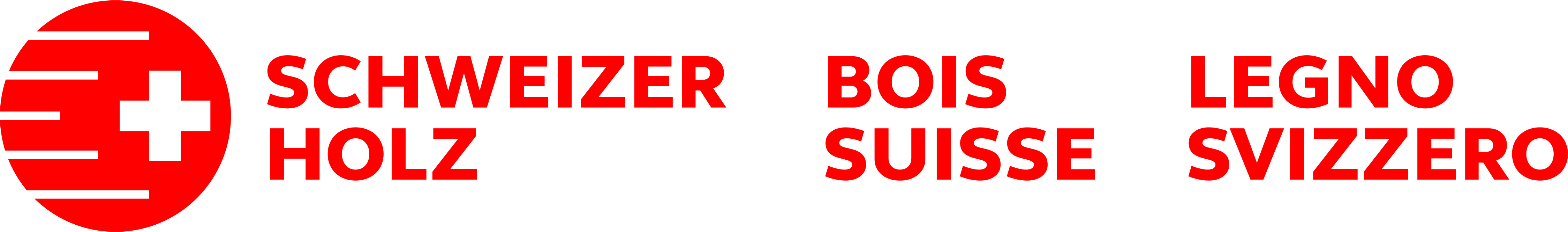

Das Label «Schweizer Holz» ist eine eingetragene Marke. Das rote oder schwarze Logo zeigt stilisiert Einschnitte, wie sie im Sägewerk entstehen, und ein weisses Schweizer Kreuz. Der Begriff «Schweizer Holz» wird übersetzt zu: «Bois Suisse» (französisch), «Legno Svizzero» (italienisch) und «Swiss Wood» (englisch). Ergänzt werden kann es mit einem kantonalen Claim, wie z. B. «Verwurzelt in St. Gallen». Bei offiziellen Dokumenten ist das Logo mit der betriebseigenen Lignum-ID versehen.